# 776 (numero)
Settecentosettantasei (776) è il numero naturale dopo il 775 e prima del 777.

## Proprietà matematiche
- È un numero pari.
- È un numero composto con 8 divisori: 1, 2, 4, 8, 97, 194, 388, 776. Poiché la somma dei suoi divisori (escluso il numero stesso) è 694 < 776, è un numero difettivo.
- È un numero palindromo e un numero ondulante nel sistema di numerazione posizionale a base 11 (646), a base 18 (272) e in quello a base 25 (161).
- È un numero congruente.
- È un numero odioso.
- È parte delle terne pitagoriche (520, 576, 776), (582, 776, 970), (776, 1455, 1649), (776, 9393, 9425), (776, 18810, 18826), (776, 37632, 37640), (776, 75270, 75274), (776, 150543, 150545).

## Astronomia
- 776 Berbericia è un asteroide della fascia principale del sistema solare.
- NGC 776 è una galassia spirale della costellazione dell' Ariete.

## Astronautica
- Cosmos 776 è un satellite artificiale russo.